# Roderick Strong
Christopher (Chris) Lindsey (New Orleans, Louisiana, 26 juli 1983), beter bekend als Roderick Strong, is een Amerikaans professioneel worstelaar die sinds 2016 actief is in de World Wrestling Entertainment. Strong was lid van de formatie The Undisputed Era van 2018 tot 2021.
Strong is best bekend van zijn 13-jarige tijd bij de worstelorganisatie Ring of Honor (ROH), waar hij één keer het ROH World Championship won bij het evenement Glory By Honor IX. Tevens is hij tweevoudig ROH World Television Championship en eenvoudig ROH World Tag Team Championship met Austin Aries, wat hem de tweede ROH Triple Crown Champion maakt.
Tijdens zijn tijd bij ROH, maakte Strong ook verschijnen bij de worstelorganisatie Full Impact Pro (FIP) en debuteerde bij Pro Wrestling Guerrilla (PWG), waar hij het FIP World Heavyweight Championship drie keer won, FIP Tag Team Championship twee keer won, PWG World Championship één keer won en het PWG World Tag Team Championship drie keer won.
Na het tekenen bij WWE, bekwam hij een 2-voudig NXT Tag Team Champion, waarvan de eerste keer die hij won bij een aflevering van NXT op 20 december 2017. Tot slot is hij nog een voormalige NXT North American Champion, die hij ook won bij een aflevering van NXT op 18 september 2019.

## Prestaties
- American Wrestling Federation
  - AWF Heavyweight Championship (1 keer)[8]
- Championship Wrestling from Florida
  - NWA Florida X Division Championship (3 keer)[8]
- Full Impact Pro
  - FIP Tag Team Championship (2 keer) – met Erick Stevens (1) en Rich Swann (1)[8]
  - FIP World Heavyweight Championship (3 keer)[8]
- Florida Entertainment Wrestling
  - FEW Heavyweight Championship (1 keer)[8]
- Independent Professional Wrestling
  - IPW Florida Unified Cruiserweight Championship (1 keer)[8]
  - IPW Tag Team Championship (1 keer) – met Sedrick Strong[8]
- Independent Wrestling Association East Coast
  - IWA East Coast Heavyweight Championship (1 keer)[8]
- Independent Wrestling Association Mid-South
  - Revolution Strong Style Tournament (2008)[9]
- Lethal Wrestling Federation
  - LWF Heavyweight Championship (1 keer)[8]
- Premiere Wrestling Xperience
  - PWX Tag Team Championship (1 keer) – met Eddie Edwards[8]
- Pro Wrestling Guerrilla
  - PWG World Championship (1 keer)[8]
  - PWG World Tag Team Championship (3 keer) – met Davey Richards (1), Pac (1) en Jack Evans (1)[8]
  - Dynamite Duumvirate Tag Team Title Tournament (2007) – met PAC[9]
  - Dynamite Duumvirate Tag Team Title Tournament (2008) – met Jack Evans[9]
- Pro Wrestling Illustrated
  - Gerangschikt op nummer 13 of van de 500 singles worstelaars in de PWI 500 in 2011 en 2016[10][11]
- Pro Wrestling Noah
  - Nippon TV Cup Jr. Heavyweight Tag League Outstanding Performance Award (2010) – met Eddie Edwards[9]
- Ring of Honor
  - ROH World Championship (1 keer)[8]
  - ROH World Tag Team Championship (1 keer) – met Austin Aries[8]
  - ROH World Television Championship (2 keer)[8]
  - Survival of the Fittest (2005)[9]
  - Honor Gauntlet (2010)[9]
  - Toronto Gauntlet (2010)[9]
  - Tweede Triple Crown Champion
- SoCal Uncensored
  - Match of the Year (2006) met Jack Evans vs. Super Dragon en Davey Richards[12]
  - Match of the Year (2013) met Eddie Edwards vs. Inner City Machine Guns (Rich Swann & Ricochet) en The Young Bucks (Matt & Nick Jackson)[13]
- Wrestling Observer Newsletter
  - Most Improved Wrestler (2005)[14]
- WWE
  - NXT North American Championship (1 keer)[8]
  - NXT Tag Team Championship (2 keer) – met Bobby Fish, Adam Cole en Kyle O'Reilly (1) en Kyle O'Reilly (1)[8]
  - NXT Year-End Award (2 keer)
    - Tag Team of the Year (2018, 2020) – met Kyle O'Reilly (2018) en met The Undisputed Era (2020)[15][16]